# Procesos Cultura y Nuevas Tecnologías

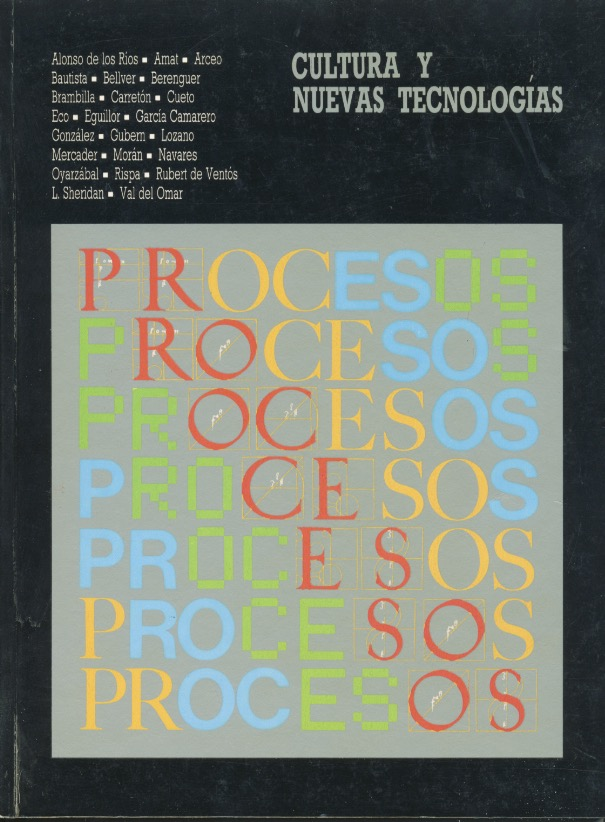
catálogo-libro de la exposición Procesos con textos de los responsables de las diferentes áreas

Procesos Cultura y Nuevas Tecnologías fue una exposición celebrada en Madrid en el año 1986 para la inauguración del Centro de Arte Reina Sofía,  posteriormente, inaugurado de nuevo en el año 1990 como Museo Nacional Centro de Arte Reina Sofía.

## Historia
El Museo Reina Sofía de Madrid, inaugurado el 26 de mayo de 1986, nació con el nombre de Centro de Arte Reina Sofía. Se inauguró con varias exposiciones internacionales entre ellas, la exposición Procesos Cultura y Nuevas Tecnologías. A propuesta del Partido Socialista Español, tras ganar las elecciones en el año 1982  pocos años después del final de  la dictadura de Franco en el año 1975, se creó esta exposición de futuro para la inauguración del centro. El entonces ministro de Cultura Javier Solana, y el Subsecretario  de Cultura Mario Trinidad, fueron los impulsores de crear el museo con el fin de modernizar la cultura en España. La exposición Procesos se impulsó directamente desde el gabinete del ministro Solana. Fueron tres los asesores que la crearon, los periodistas José Vicente Cebrián, César Alonso de los Ríos y Raúl Rispa con la colaboración  como coordinadora gerente de la ingeniera en telecomunicaciones Susana Mataix. Para cada exposición temática se contó con especialistas en cada tema.
Ubicada la exposición en el edificio Sabatini, antiguo Hospital general de Madrid, tras sufrir una exhaustiva rehabilitación por el arquitecto Antonio Fernández Alba. La exposición inaugural del Reina Sofía, Procesos, fue ubicada en la segunda planta del edificio ocupando toda la planta. El arquitecto que diseñó la compleja exposición fue Francisco Partearroyo. Se trataba de  aunar y crear un hilo conductor que recorriera todas las vertientes del arte tecnológico desde sus inicios en España, en los años treinta del siglo XX.

Acto inaugural de Procesos con la Reina Sofía, el ministro de Cultura Javier Solana y la artista Marisa González, detrás un autorretrato de Sonia Sheridan

En la crónica de la periodista del diario español El País,  Ángeles García, narraba las vicisitudes administrativas que sufrió el centro hasta lograr su apertura al público.
Para registrar los contenidos de la exposición,  el Ministerio de Cultura Español  editó un breve catálogo y un completo libro con ensayos y artículos de los artífices de cada sección de la exposición y teóricos relevantes en New Media como Umberto Eco, Xavier Rubén de Ventós, Román Gubern, Antoni Mercader, Xavier Berenguer, Juan Cueto, César Alonso de los Ríos y artículos de los artistas Sonia Sheridan, Vicente Carretón, Marisa González, Paloma Navares, Juan Carlos Eguillor, entre otros.

## Contenido de la exposición

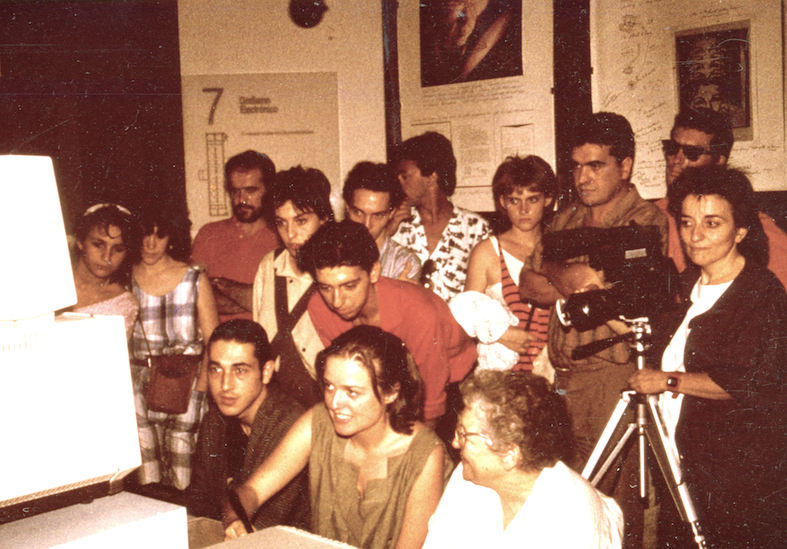
grabando Marisa González una demo de Sonia Sheridan con Ouka Lele

Se inició esta exposición internacional con una reproducción de las Cuevas de Altamira, dialogando con el arte fractal. Seguido de la obra del cineasta experimental el fotógrafo, director de cine e inventor español José Val del Omar.  Esta exposición Procesos, se componía a su vez de diversas exposiciones  con el fin de ofrecer una revisión del panorama del arte tecnológico del final de los años 60 en España con una exposición del arte creado por ordenador, experiencia desarrollada en el Centro de Cálculo de la Universidad Complutense de Madrid. En la gran sala destinada a esta exposición, se crearon espacios compartimentados para acotar ambientes tanto visuales como sonoros, acordes con los temas expuestos con la diversidad de recursos y técnicas a través de exposiciones de Vídeoarte, Grafismo Electrónico, Electrografía, CDRom, Música Electroacústica, Laser, Arte Sonoro, Holografía etc.